# 長津田車站
長津田車站（日语：／ Nagatsuta eki */?）是一個位於神奈川縣橫濱市綠區長津田四丁目，屬於東日本旅客鐵道（JR東日本）、日本貨物鐵道（JR貨物）、東急電鐵（東急）、橫濱高速鐵道的鐵路車站。
「長津田」由於其由來存在許多讀法，而站名的讀法則遵從橫濱市規定與地名的讀法相同。

## 歷史
- 1908年（明治41年）9月23日：橫濱鐵道東神奈川站至八王子站區間通車，本站啟用[2]。
- 1910年（明治43年）4月1日：橫濱鐵道將橫濱線借給鐵道院。
- 1917年（大正6年）10月1日：橫濱線國有化，本站為國有鐵道橫濱線車站。
  - 戰前，本站設置往田奈彈藥庫（現子供之國（日语：こどもの国 (横浜市)））與軍需工廠（長津田厚生綜合醫院旁公寓一帶）的物資輸送專用軌道。
- 1960年（昭和35年）1月17日：停止貨運業務。
- 1966年（昭和41年）4月1日：東急田園都市線延伸至本站[2]。由於橫濱線鐵道橋工程延遲，月台僅啟用1面1線[3]。
- 1967年（昭和42年）4月28日：子供之國線通車[2]。當時是使用田園都市線月台西側的缺口式月台[2]。
- 1968年（昭和43年）4月1日：田園都市線延伸至土筆野站。
- 1973年（昭和48年）7月：田園都市線月台開始改建[2]。
- 1977年（昭和52年）3月：田園都市線月台改建為2面4線，子供之國線擁有專用月台[2]。西側設置轉乘專用的地下道[2]。
- 1987年（昭和62年）
  - 3月31日：國鐵車站重啟貨運業務。
  - 4月1日：國鐵分割民營化，橫濱線車站由JR東日本、JR貨物接收。
- 1994年（平成6年）12月3日：橫濱線快速列車增停本站。
- 1997年（平成9年）8月1日：子供之國線所有權從子供之國協會轉給橫濱高速鐵道。
- 2000年（平成12年）3月29日：子供之國線改為通勤線，新設西口[4]。子供之國線月台在付費區外[4]。
- 2001年（平成13年）11月18日：JR東日本啟用IC卡「Suica」。
- 2007年（平成19年）
  - 3月18日：東急、橫濱高速啟用IC卡「PASMO」。
  - 11月16日：横浜市都市計畫審議會通過長津田站北口再開發計畫案（長津田站北口再開發計畫（日语：マークワンタワー長津田））。
- 2012年（平成24年）4月1日：長津田站南口電梯啟用[5]。
- 2014年（平成26年）
  - 8月28日：長津田站北口行人天橋啟用。
  - 8月31日：長津田站北口站前廣場啟用[6]。
- 2015年（平成27年）：長津田站北口電扶梯啟用。
- 2017年（平成29年）4月28日：東急長津田站內的站內商場「etomo長津田」重新開幕[7]。

## 結構
JR東日本與東急有不同的檢票口，但兩方的月台編號為連續編號。另外兒童國線在東急付費區外，沒有檢票口。

### JR東日本
本站為島式月台1面2線地面車站。檢票口不與東急共用。檢票口層與月台之間有兩座階梯與一座電梯，其中東神奈川方向的階梯附有電扶梯。檢票口層與南口之間有階梯與2012年4月新設的電梯。候車室位於月台八王子側，廁所在月台東神奈川端。
本站為直營站（配有站長），管理鴨居站、中山站、十日市場站。本站還設有綠色窗口。

#### 月台配置
| 月台 | 路線   | 方向 | 目的地                           |
| ---- | ------ | ---- | -------------------------------- |
| 1    | 橫濱線 | 下行 | 町田、橋本、八王子方向           |
| 2    | 橫濱線 | 上行 | 新橫濱、東神奈川、橫濱、大船方向 |

（來源：JR東日本:車站構內圖 （页面存档备份，存于））
JR橫濱線與東急田園都市線月台之間有一條無月台軌道（出發線），用來搬運綜合車輛製作所等製造的東急電鐵車輛。
該出發線連結東急站區往中央林間方向延伸的授受線，並由JR貨物負責車輛搬運至授受線。授受線則由東急管轄。由於出發線為非電化區間，因此使用DE10形柴油機車進行車輛牽引。
包含授受線在內，東急內的軌道都已電氣化，因此使用「TOQ i」與Y000系電車牽引車輛至長津田檢車區。
過去還有另一條相同線路，但在橫濱線拓寬月台時撤除。

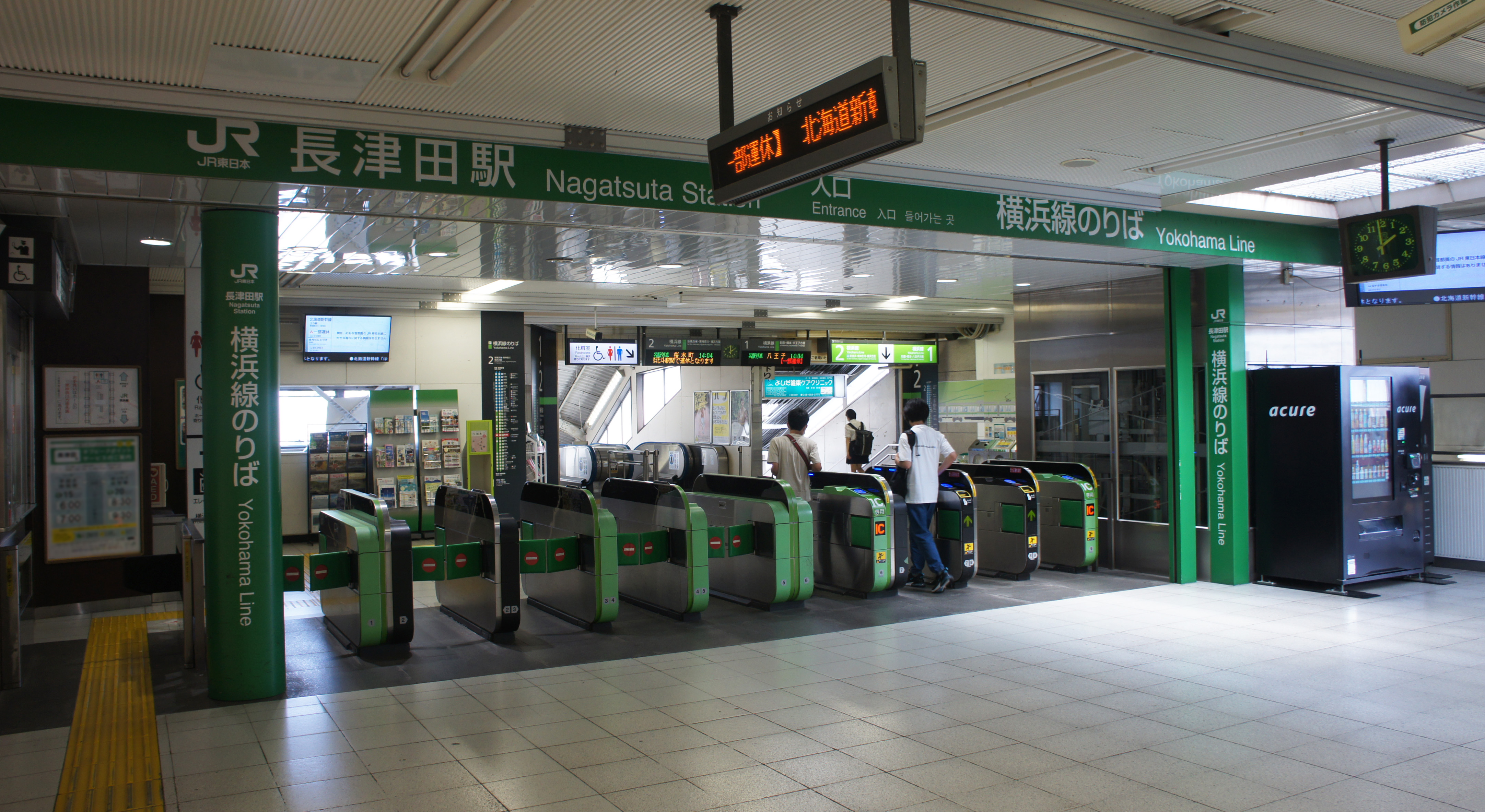
JR閘口（2021年5月）
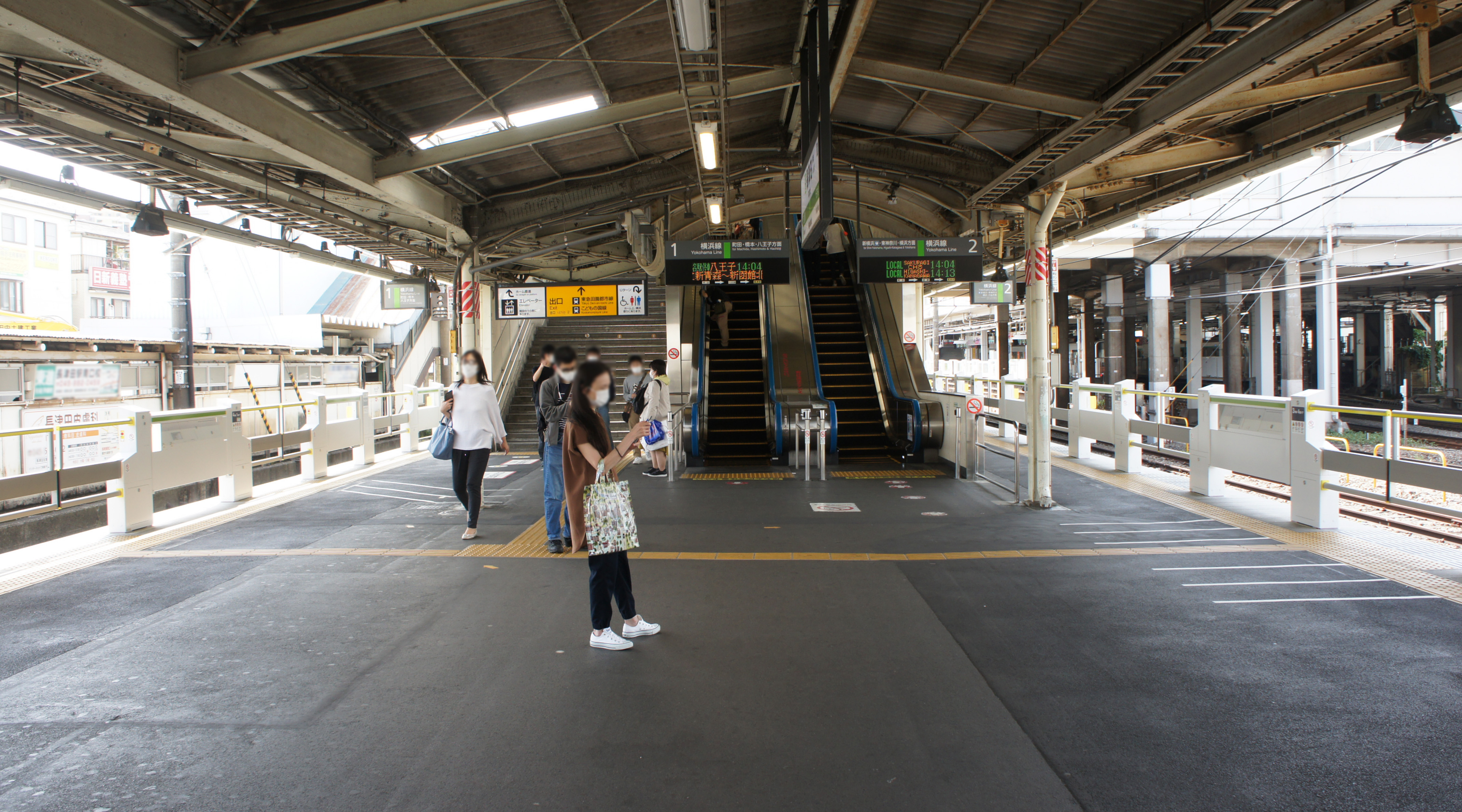
JR月台（2021年5月）

### 東急電鐵

#### 田園都市線
為島式月台2面4線地面車站。檢票口不與JR東日本共用，並有一個往子供之國線的連絡檢票口。
兩月台往檢票口層有兩座階梯與電梯、電扶梯。檢票口層與北口之間原先只有階梯與會隨時段變換方向的電扶梯，之後配合北口再開發工程新建長津田站北口行人天橋，2015年設置雙向電扶梯。廁所在2樓付費區外。
2005年（平成17年）至2006年（平成18年），大廳商店重整，書店有隣堂、QB HOUSE、toks等商店入駐。另外，屬同集團的東急Station Retail Service與羅森合作的超商「LAWSON + toks」開幕。2012年，付費區內開設藥妝店松本清。2017年4月28日，站內商業設施「etomo（エトモ）長津田」改裝開幕。
本站往中央林間方向是長津田檢車區，因此有許多本站起訖的班次。早晨尖峰時刻本站始發的準急列車班距最短可達約4分一班。
本站為站長所在站。管里長津田管內田園都市線本站 - 中央林間站間與子供之國線全線。但是土筆野站至月見野站是由子公司東急Railwat Service管理，因此本站管理的田園都市線車站僅有本站與中央林間站兩站。
此外，由於長津田電車區與長津田車掌區的關係，駕駛與車掌會在本站換班。
大井町線延伸後，平日雖然沒有大井町線電車行駛，但由於急行車輛停放在此，因此只有急行延駛至本站。因此，現在平日夜間下行有4班、周六日上行早晨9點兩班、下行晚間七點、八點各1班本站發車的班次（平日上行回送至鷺沼，周六日上行由中央林間發車）。

##### 月台配置
| 月台 | 路線       | 方向 | 目的地                                               |
| ---- | ---------- | ---- | ---------------------------------------------------- |
| 3、4 | 田園都市線 | 下行 | 中央林間方向                                         |
| 5、6 | 田園都市線 | 上行 | 二子玉川、澀谷、 半藏門線 押上、 伊勢崎線 春日部方向 |

（來源：東急電鐵:車站構內圖 （页面存档备份，存于））
本站是田園都市線的緩急接續站。下行3號線停靠急行、準急，4號線停靠各停與長津田檢車區入庫列車。上行5號線以急行、準急為主，6號線由各停使用。

#### 子供之國線
為單式月台1面1線地面車站。由於沒有檢票口，乘客可直接進出。若未持乘車券上車，需在下車站進行精算。
子供之國線連通田園都市線上行線。因此利用橫渡線，澀谷方向發出的下行線列車可直接進入子供之國線月台，並可進一步前往恩田站旁的長津田車輛工場。此外，也曾開過直通田園都市線與子供之國線的臨時電車。
月台有階梯與電梯通往JR與東急的檢票口層。

##### 月台配置
| 月台 | 路線       | 目的地             |
| ---- | ---------- | ------------------ |
| 7    | 子供之國線 | 恩田、子供之國方向 |

（來源：東急電鐵:車站構內圖 （页面存档备份，存于））
以前子供之國線月台在東急付費區內，2000年（平成12年）3月29日子供之國線通勤線化後，子供之國線與東急田園都市線月台之間的通道設置驗票閘門，使得子供之國線月台變成在付費區外，並直通西口。原來的站內廁所也因此變成在付費區外。在過去子供之國線月台位於付費區內時，乘客須先至田園都市線月台，再經由地下道才能前往子供之國線月台。
西口上除了東急標誌，還有做為子供之國線第三種鐵道事業者的橫濱高速鐵道標誌。

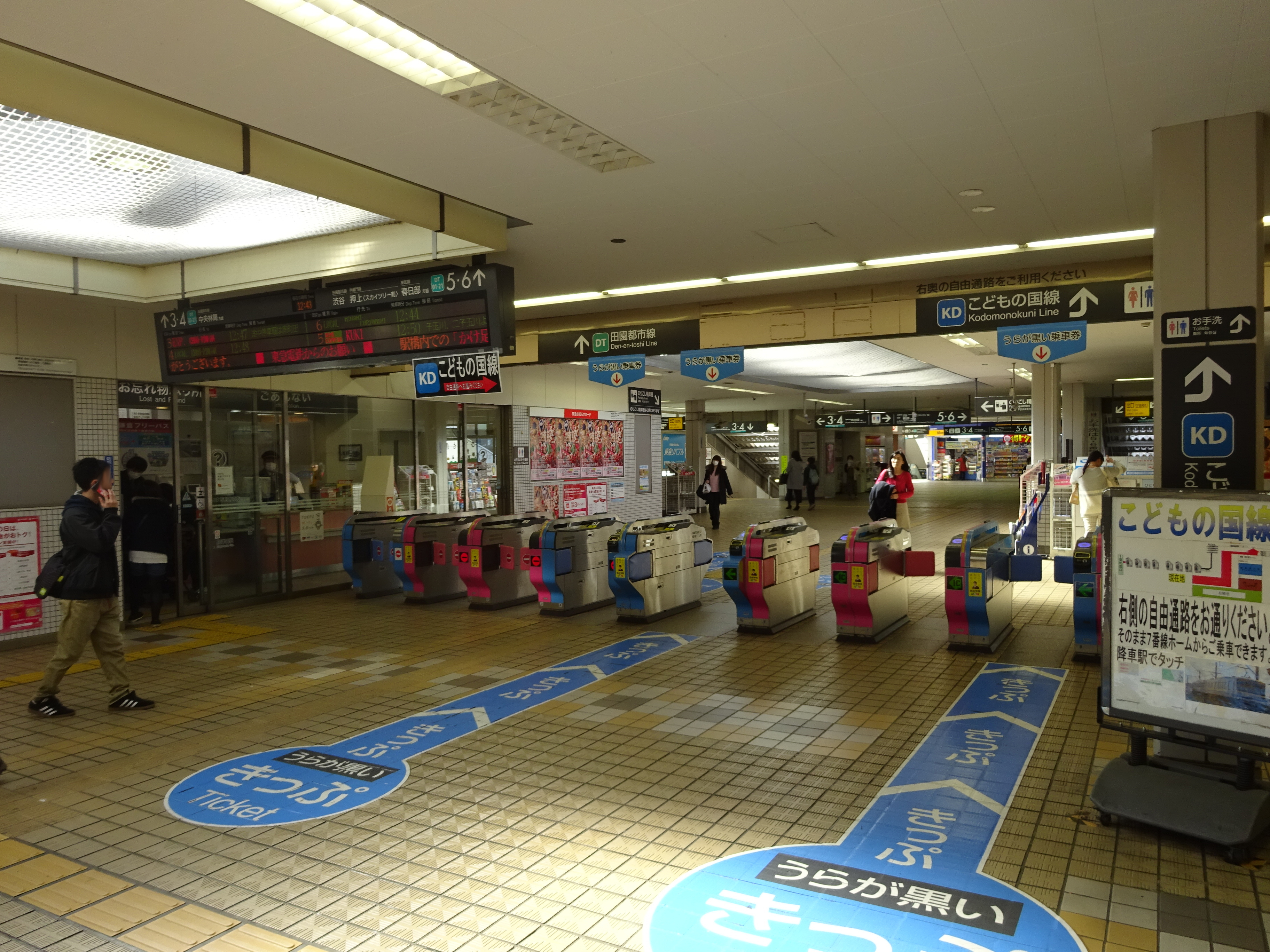
東急檢票口（2016年2月）
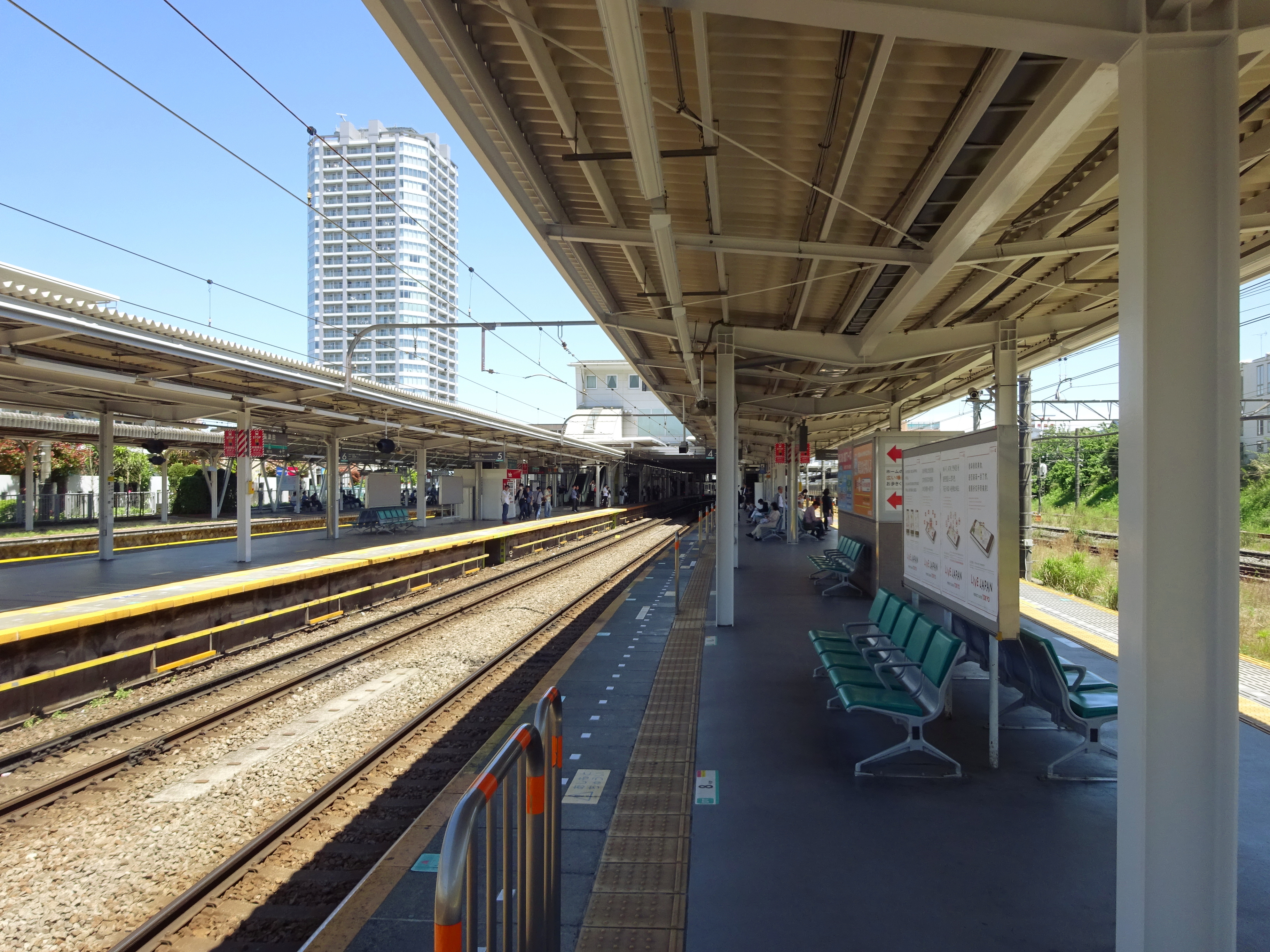
東急月台（2016年5月）
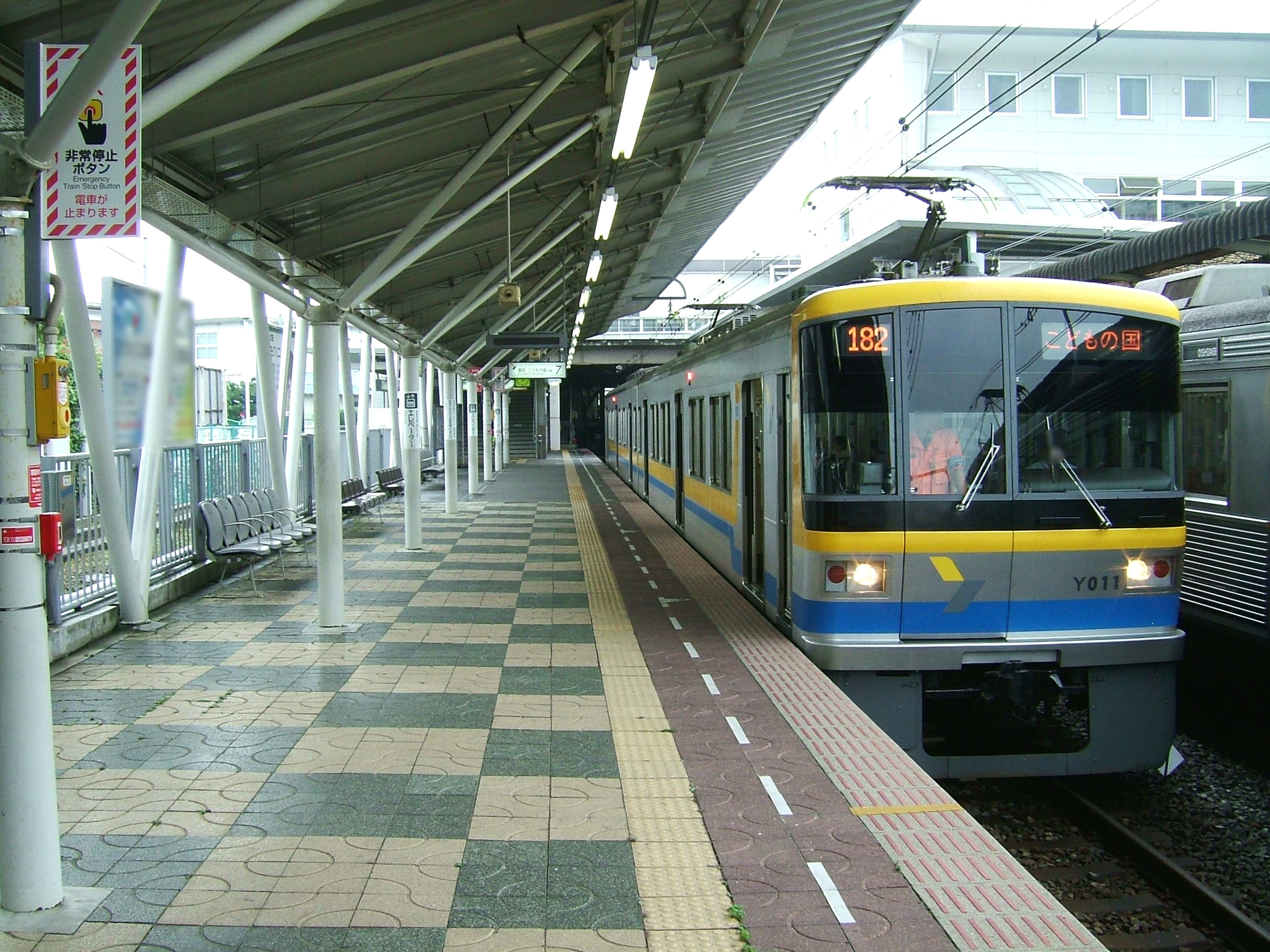
子供之國線月台（2008年8月）

## 貨運業務
此站僅處理臨時車攜貨運，沒有定期的貨物列車。本站的臨時貨物列車為處理東急新車搬入、轉讓車輛搬出、東京地下鐵半藏門線、日比谷線車輛搬入的車輛輸送列車。
最近幾年的貨物噸數如下表。
| 年度   | 發送噸數 | 接收噸數 | 來源   |
| ------ | -------- | -------- | ------ |
| 1998年 |          |          |        |
| 1999年 |          |          |        |
| 2000年 |          |          |        |
| 2001年 |          |          |        |
| 2002年 |          | 4,800    | [ 9 ]  |
| 2003年 |          | 4,000    | [ 10 ] |
| 2004年 |          | 1,600    | [ 11 ] |
| 2005年 | 1,600    | 2,800    | [ 12 ] |
| 2006年 | 1,200    | 5,200    | [ 13 ] |
| 2007年 | 800      | 5,000    | [ 14 ] |
| 2008年 |          |          |        |
| 2009年 |          |          |        |

## 使用情況
- JR東日本 - 2016年度1日平均上車人次為60,661人[利用客数 1]。
JR東日本全體第76位、橫濱線內第5位。
- 東急電鐵[利用客数 2]
  - 田園都市線 - 2016年度1日平均上下車人次為128,656人。
田園都市線內第5位，包括與子供之國線互相轉乘人數。
  - 子供之國線 - 2016年度1日平均上下車人次為12,604人。
子供之國線內第1位，包括與田園都市線互相轉乘人數。

近年1日平均上下車人次推移如下表。
| 年度               | 東京急行電鐵/東急電鐵 | 東京急行電鐵/東急電鐵 | 東京急行電鐵/東急電鐵 | 東京急行電鐵/東急電鐵 |
| 年度               | 田園都市線            | 田園都市線            | 子供之國線            | 子供之國線            |
| 年度               | 1日平均 上下車人次    | 增長率                | 1日平均 上下車人次    | 增長率                |
| ------------------ | --------------------- | --------------------- | --------------------- | --------------------- |
| 2002年（平成14年） | 105,889               |                       | 4,988                 |                       |
| 2003年（平成15年） | 114,878               | 4.2%                  |                       |                       |
| 2004年（平成16年） | 118,117               | 2.8%                  | 9,988                 |                       |
| 2005年（平成17年） | 118,127               | 0.0%                  | 10,108                | 1.2%                  |
| 2006年（平成18年） | 120,358               | 1.9%                  | 10,496                | 3.8%                  |
| 2007年（平成19年） | 123,202               | 2.4%                  | 10,852                | 3.4%                  |
| 2008年（平成20年） | 121,274               | -1.6%                 | 11,141                | 2.7%                  |
| 2009年（平成21年） | 120,359               | -0.8%                 | 11,024                | -1.1%                 |
| 2010年（平成22年） | 121,693               | 1.1%                  | 11,443                | 3.8%                  |
| 2011年（平成23年） | 121,375               | -0.3%                 | 11,571                | 1.1%                  |
| 2012年（平成24年） | 124,074               | 2.2%                  | 12,721                | 9.9%                  |
| 2013年（平成25年） | 125,489               | 1.1%                  | 13,126                | 3.2%                  |
| 2014年（平成26年） | 124,873               | -0.5%                 | 12,779                | -2.6%                 |
| 2015年（平成27年） | 127,929               | 2.4%                  | 12,654                | -1.0%                 |
| 2016年（平成28年） | 128,656               | 0.6%                  | 12,604                | -0.4%                 |

近年1日平均上車人次推移如下表。
| 年度               | JR東日本 | 東京急行電鐵/東急電鐵 | 來源                |
| ------------------ | -------- | --------------------- | ------------------- |
| 1980年（昭和55年） |          | 29,688                |                     |
| 1981年（昭和56年） |          | 32,268                |                     |
| 1982年（昭和57年） |          | 33,559                |                     |
| 1983年（昭和58年） |          | 35,410                |                     |
| 1984年（昭和59年） |          | 34,718                |                     |
| 1985年（昭和60年） |          | 36,789                |                     |
| 1986年（昭和61年） |          | 39,674                |                     |
| 1987年（昭和62年） |          | 42,776                |                     |
| 1988年（昭和63年） |          | 46,288                |                     |
| 1989年（平成元年） |          | 50,644                |                     |
| 1990年（平成02年） |          | 54,216                |                     |
| 1991年（平成03年） |          | 57,137                |                     |
| 1992年（平成04年） |          | 59,740                |                     |
| 1993年（平成05年） |          | 54,526                |                     |
| 1994年（平成06年） |          | 53,913                |                     |
| 1995年（平成07年） | 50,803   | 53,701                | [ 神奈川県統計 1 ]  |
| 1996年（平成08年） | 51,025   | 53,705                |                     |
| 1997年（平成09年） | 50,411   | 53,258                |                     |
| 1998年（平成10年） | 49,507   | 52,083                | [ 神奈川県統計 2 ]  |
| 1999年（平成11年） | 49,391   | 52,082                | [ 神奈川県統計 3 ]  |
| 2000年（平成12年） | 50,584   | 57,399                | [ 神奈川県統計 3 ]  |
| 2001年（平成13年） | 50,616   | 58,704                | [ 神奈川県統計 4 ]  |
| 2002年（平成14年） | 51,172   | 59,918                | [ 神奈川県統計 5 ]  |
| 2003年（平成15年） | 52,889   | 62,163                | [ 神奈川県統計 6 ]  |
| 2004年（平成16年） | 53,563   | 62,986                | [ 神奈川県統計 7 ]  |
| 2005年（平成17年） | 53,958   | 63,658                | [ 神奈川県統計 8 ]  |
| 2006年（平成18年） | 54,759   | 64,991                | [ 神奈川県統計 9 ]  |
| 2007年（平成19年） | 56,792   | 66,814                | [ 神奈川県統計 10 ] |
| 2008年（平成20年） | 56,066   | 66,755                | [ 神奈川県統計 11 ] |
| 2009年（平成21年） | 56,018   | 65,679                | [ 神奈川県統計 12 ] |
| 2010年（平成22年） | 56,769   | 66,616                | [ 神奈川県統計 13 ] |
| 2011年（平成23年） | 56,867   | 66,468                | [ 神奈川県統計 14 ] |
| 2012年（平成24年） | 57,919   | 68,461                | [ 神奈川県統計 15 ] |
| 2013年（平成25年） | 58,601   | 69,353                | [ 神奈川県統計 16 ] |
| 2014年（平成26年） | 58,828   | 68,992                | [ 神奈川県統計 17 ] |
| 2015年（平成27年） | 60,272   | 70,491                | [ 神奈川県統計 18 ] |
| 2016年（平成28年） | 60,661   |                       |                     |

## 周邊
車站南側是大山街道的舊宿場町，北側是住商混合區。2007年（平成19年）以後車站周邊開始進行再開發。
南口有個可讓巴士折返的空間作為路線巴士與計程車的停靠處。但由於空間仍嫌不足，於是橫濱市進一部整備站前廣場。2014年8月，北口完成站前廣場與道路拓寬，新的路線巴士與計程車停靠處則在2015年9月17日啟用。西口前是一般道路與生活道路，限制大型車通行。

### 主要設施
公共、福利設施、團地等
- 橫濱市綠消防署長津田出張所
- 綠區民文化中心（Midori Art Park）
- 長津田地區中心
- 南長津田團地
- 長津田團地
- 長津田厚生綜合醫院
- 長津田南台（日语：長津田みなみ台）
- 東急電鐵長津田檢車區（日语：長津田検車区）
- 國道246號

文教設施
- 森村學園（日语：学校法人森村学園）（幼稚園、初等部、中等部、高校部）
- 橫濱市立長津田小學校
- 橫濱市立長津田第二小學校
- 橫濱市立伊吹野小學校
- 橫濱市立田奈中學校（日语：横浜市立田奈中学校）

商業設施、金融機關
- Mark 1 Tower（日语：マークワンタワー長津田）（2013年3月27日開幕[17]）
  - 丸悅（日语：マルエツ）長津田站前店
  - HAC DRUG長津田站北口店
  - 長津田站北口郵便局
- Tomod's（日语：トモズ）長津田店
- OK STORE（日语：オーケー）長津田店
- Fit Care DEPOT（日语：カメガヤ）長津田南台店
- APITA長津田店
- Central Sports Club（日语：セントラルスポーツ）
- 橫濱農業協同組合（日语：横浜農業協同組合）（JA橫濱）長津田支店
- 橫濱銀行長津田支店
- きらぼし銀行（日语：きらぼし銀行）長津田支店
- 瑞穗銀行長津田支店
- 長津田郵便局
- SUPER VIVA HOME（日语：LIXILビバ）長津田店
- 眼鏡超市（日语：メガネスーパー）長津田店

## 巴士路線
車站周邊的巴士站有南口的站前（南口）、Mark Town正面圓環內的車站北口與高速巴士長津田、縣道139號長津田站南口入口交差點附近的長津田站入口（市營、神奈中－40系統）、御幸通（神奈中－津01系統）。以下路線由橫濱市營巴士、神奈川中央交通（部分為神奈川中央交通東）、杉崎觀光巴士、櫻交通運行。

### 南口
| 系統 | 主要行經地                           | 目的地           | 運行公司      | 備註             |
| ---- | ------------------------------------ | ---------------- | ------------- | ---------------- |
| 23   | 上之原、十日市場站、新治町           | 中山站           | ■市營         |                  |
| 23   | 田奈站前、中恩田橋、子供之國入口     | 奈良北團地折返場 | ■市營         | 僅早晨、午間時段 |
| 40   | 玄海田、霧丘公園前、若葉台近隣公園前 | 若葉台中央       | ■市營 ■神奈中 | 平日午間         |
| 津01 | 南長津田團地前、岡部谷戶             | 南町田站         | ■神奈中東     |                  |
| 市02 | 下恩田、谷本                         | 市尾站           | ■神奈中東     | 假日1班          |

### 北口
| 系統         | 主要行經地 | 目的地                     | 運行公司                | 備註       |                |
| ------------ | ---------- | -------------------------- | ----------------------- | ---------- | -------------- |
| 1號          | 津02       | 堀之內、茜台北、奈良三丁目 | 成瀨台                  | ■神奈中東  |                |
| 1號          | 津04       | 堀之內、茜台北             | 奈良三丁目              | ■神奈中東  | 平日早晨、夜間 |
| 2號          | 津03       | 堀之內、中恩田橋、松風台   | 青葉台站                | ■神奈中東  |                |
| 2號          | 町77       | 堀之內、鞍掛               | 町田巴士中心            | ■神奈中東  |                |
|              | 高速巴士   | 經東名                     | ACT CITY濱松、 名古屋站 | 杉崎觀光   |                |
| 京都站、難波 | 高速巴士   | 經東名                     | 櫻交通                  | KiraKira號 |                |

## 相鄰車站
東日本旅客鐵道
 橫濱線
■快速
中山（JH 19）－長津田（JH 21）－町田（JH 23）
■各站停車
十日市場（JH 20）－長津田（JH 21）－成瀨（JH 22）
 東急電鐵
 田園都市線

■急行
青葉台（DT20）－長津田（DT22）－南町田Grandberry Park（DT25）
■準急
青葉台（DT20）－長津田（DT22）－土筆野（DT23）
■各站停車
田奈（DT21）－長津田（DT22）－土筆野（DT23）
 子供之國線
長津田（KD01）－恩田（KD02）

### 條目本文的來源
1. ↑  横浜市緑区の町名一覧PDF - 横浜市（2012年2月28日閲覧） ※データは2010年12月6日時点。
2. 1 2 3 4 5 6 7 8  東急の駅、pp.180-181。
3. ↑  RP2015東急特集、pp.95。
4. 1 2   (PDF). HOT ほっと TOKYU (東京急行電鉄). 2000-03-01, (216)  [2015-01-17]. （原始内容 (pdf)存档于2015年1月16日）.
5. ↑  長津田駅南口エレベーターを供用開始します！PDF - 横浜市（2015年12月9日閲覧）
6. ↑  長津田駅北口の駅前広場及び歩道橋を供用開始します!!PDF - 横浜市
7. 1 2  [.   [2018-06-08]. （原始内容存档于2020-10-24）. etomo（エトモ）長津田]
8. ↑  . 東急電鉄.   [2016-03-19]. （原始内容存档于2016-03-06）.
9. ↑  神奈川県県勢要覧（平成15年度版）228ページ
10. ↑  神奈川県県勢要覧（平成16年度版）228ページ
11. ↑  神奈川県県勢要覧（平成17年度版）230ページ
12. ↑  神奈川県県勢要覧（平成18年度版）230ページ
13. ↑  神奈川県県勢要覧（平成19年度版）232ページ
14. ↑  神奈川県県勢要覧（平成20年度版）237ページ
15. ↑  長津田駅南口線 （页面存档备份，存于） - 横浜市
16. ↑  長津田駅からの運行開始について （页面存档备份，存于） - 杉崎高速バス
17. ↑   (PDF).   [2018-06-08]. （原始内容存档 (PDF)于2020-09-29）.

### 使用情況的來源
JR、私鐵1日平均使用人數
1. ↑  JR東日本 各駅の乗車人員 的存檔，存档日期2001-05-06.
2. ↑  2015年度乗降人員 （页面存档备份，存于） - 東急電鉄

JR東日本1999年度以後的上車人次
1. ↑  .   [2017-06-15]. （原始内容存档于2017-06-27）.
2. ↑  JR東日本 各駅の乗車人員（2000年度） 的存檔，存档日期2014-10-09.
3. ↑  .   [2017-06-15]. （原始内容存档于2016-08-16）.
4. ↑  .   [2017-06-15]. （原始内容存档于2016-10-16）.
5. ↑  .   [2017-06-15]. （原始内容存档于2017-09-10）.
6. ↑  .   [2017-06-15]. （原始内容存档于2017-06-27）.
7. ↑  JR東日本 各駅の乗車人員（2005年度） 的存檔，存档日期2014-10-09.
8. ↑  .   [2017-06-15]. （原始内容存档于2017-06-27）.
9. ↑  .   [2017-06-15]. （原始内容存档于2016-10-16）.
10. ↑  .   [2017-06-15]. （原始内容存档于2017-06-27）.
11. ↑  .   [2017-06-15]. （原始内容存档于2017-06-08）.
12. ↑  JR東日本 各駅の乗車人員（2010年度） 的存檔，存档日期2014-10-06.
13. ↑  JR東日本 各駅の乗車人員（2011年度） 的存檔，存档日期2014-10-08.
14. ↑  JR東日本 各駅の乗車人員（2012年度） 的存檔，存档日期2014-10-07.
15. ↑  .   [2017-06-15]. （原始内容存档于2017-06-08）.
16. ↑  .   [2017-06-15]. （原始内容存档于2017-06-08）.
17. ↑  JR東日本 各駅の乗車人員（2015年度） 的存檔，存档日期2001-05-06.
18. ↑  JR東日本 各駅の乗車人員（2016年度） 的存檔，存档日期2001-05-06.

JR、私鐵的統計資料
1. ↑  各種報告書 （页面存档备份，存于） - 関東交通広告協議会
2. 1 2  横浜市統計ポータルサイト （页面存档备份，存于） - 横浜市

神奈川縣縣勢要覽
1. ↑  線区別駅別乗車人員（1日平均）の推移PDF
2. ↑  神奈川県県勢要覧（平成12年度）
3. 1 2  神奈川県県勢要覧（平成13年度）PDF
4. ↑  神奈川県県勢要覧（平成14年度）PDF
5. ↑  神奈川県県勢要覧（平成15年度）PDF
6. ↑  神奈川県県勢要覧（平成16年度）PDF
7. ↑  神奈川県県勢要覧（平成17年度）PDF
8. ↑  神奈川県県勢要覧（平成18年度）PDF
9. ↑  神奈川県県勢要覧（平成19年度）PDF
10. ↑  神奈川県県勢要覧（平成20年度）PDF
11. ↑  神奈川県県勢要覧（平成21年度）PDF
12. ↑  神奈川県県勢要覧（平成22年度）PDF
13. ↑  神奈川県県勢要覧（平成23年度）PDF
14. ↑  神奈川県県勢要覧（平成24年度）PDF
15. ↑  神奈川県県勢要覧（平成25年度）PDF
16. ↑  神奈川県県勢要覧（平成26年度）PDF
17. ↑  神奈川県県勢要覧（平成27年度）PDF
18. ↑  神奈川県県勢要覧（平成28年度）PDF

## 延伸閱讀
- 宮田道一. . JTBパブリッシング. 2008-09-01. ISBN 9784533071669.
- . 電気車研究会. 2015-11-26.

## 外部連結
- 車站資訊（長津田）：東日本旅客鐵道（日語）
- 長津田車站（各站資訊） - 東急電鐵（日語）